# Shufflepuck Cafe
Shufflepuck Cafe est un jeu vidéo édité par Brøderbund Software en 1988. Conçu et programmé par Christopher Gross, il s'agit d'une simulation de air hockey. Le jeu a d'abord été développé en noir et blanc sur Macintosh avant d'être décliné en couleurs sur Amiga, Atari ST, Amstrad CPC, MS-DOS et Apple IIgs.
Le jeu se déroule dans un café de l'espace où il est possible d'affronter en duel différents personnages plus ou moins originaux.

## Système de jeu
Le joueur contrôle via la souris une raquette rectangulaire qui lui sert à renvoyer un palet dans le camp adverse. La zone où il est possible de déplacer la raquette est limitée et se matérialise par une zone quadrillée allant du début de la table de jeu à un quart la longueur de celle-ci. Un point est gagné à chaque fois que le palet traverse le camp adverse sans être arrêté par l'adversaire. Un bruit de verre brisé se fait alors entendre, et l'image prend l'allure d'une vitre fissurée là où le palet a touché la limite du terrain.
Selon l'élan pris avec la souris, la vitesse du palet est plus ou moins grande. Cette vitesse ne suffit cependant pas toujours à passer la défense adverse : le joueur est amené à utiliser les côtés du terrain pour faire rebondir le palet et accentuer la difficulté à stopper son attaque.
Il est possible de configurer la taille de la raquette, pour la rendre plus ou moins large. Un mode de jeu avec obstacle est également accessible : le joueur voit alors son action entravée par un mur situé sur la ligne médiane de la table. Ce mur empêche généralement les attaques frontales. Sa largeur peut être configurée, et on peut choisir de le rendre mobile ou non. Dans les cas où le mur est mobile, il circule de droite à gauche en suivant la ligne marquant la fin du camp du joueur.

## Adversaires
Le jeu propose neuf adversaires différents dotés de caractéristiques propres :
- Bejin : Seul personnage féminin, la princesse Bejin dispose de pouvoirs psychiques qui lui permettent de déplacer le palet sans avoir à y toucher. Il est nécessaire d'avoir du son pour savoir de quel côté elle va tirer le palet (le son varie en fonction de la direction). Elle cligne de l'œil lorsqu'elle marque un point et écarte les bras pour laisser apercevoir sa poitrine lorsque la partie se termine.
- Biff : Biff Raunch est le boss du jeu. C'est un personnage massif, puissant, au mauvais caractère. C'est le personnage le plus difficile à vaincre du jeu.
- DC3: Le robot qui sert de serveur au Shufflepuck Café peut constituer un adversaire. Il ne sert qu'à s'entrainer et est entièrement configurable dans le menu. Il ne participe pas au tournoi.
- Eneg : Extra-terrestre ayant l'apparence d'un cochon, Eneg est vêtu d'un uniforme militaire et ricane souvent au cours de la partie. Son jeu est constant et sans faiblesse, en faisant un redoutable adversaire.
- Lexan : Ce lézard en costume et nœud papillon tient toujours à la main une coupe de champagne qu'il boit à chaque point marqué. À force de boire,  il devient ivre et joue de moins en moins bien au fil de la partie.
- Nerual : Le personnage de Nerual cache son visage derrière une capuche, mais écarte parfois sa tunique pour laisser apparaître un (second ?) visage au niveau de l'abdomen. Il copie systématiquement les coups du joueur, ce que ce dernier peut utiliser à son avantage.
- Skip : Skip est un jeune humain de 20 ans au jeu passif, il porte de petites lunettes et dispose d'une plus large raquette que les autres adversaires. C'est le plus faible des adversaires.
- Vinnie : Vétéran du Shufflepuck, il garde toujours son sang froid. Il joue correctement, mais sans briller.
- Visine : Invisible passé le haut de son visage, Visine agite sa raquette dans tous les sens et fait souvent ricocher le palet contre les murs. Il éclate en sanglot lorsqu'il perd un match.

## Accueil
- Famitsu : 23/40 (NES)[2]

## Postérité
Le jeu Shufflepuck Cantina est très inspiré de Shufflepuck Cafe.